# دير راجح (الحديدة)
دير راجح هي إحدى قرى مديرية اللحية، التابعة لمحافظة الحديدة اليمنية، بلغ تعداد سكانها 3047 نسمة حسب الإحصاء الذي أجري عام 2004.